# Uhelná
Uhelná (jusqu'en 1948 : Serksdorf ; en allemand : Sörgsdorfest) est une commune du district de Jeseník, dans la région d'Olomouc, en République tchèque. Sa population s'élevait à 473 habitants en 2020.

## Géographie
Uhelná se trouve à 20 km au nord-ouest de Jeseník, à 88 km au nord-nord-ouest d'Olomouc et à 188 km à l'est-nord-est de Prague.
La commune est limitée par Javorník à l'ouest et au nord-ouest, par Bernartice au nord-est, par Vlčice à l'est, et par Skorošice et la Pologne au sud.

## Histoire
La première mention écrite du village date de 1290.